# Финска на Европском првенству у атлетици на отвореном 2016.
Финска је учествовала на 23. Европском првенству у атлетици на отвореном 2016. одржаном у Амстердаму од 6. до 10. августа. Ово је било двадесет треће европско првенство на отвореном на којем је Финска учествовала, односно учествовала је на свим првенствима одржаним до данас. Репрезентацију Финске представљало је 36 спортиста (16 мушкараца и 20. жена) који су се такмичили у 20. дисциплина (9 мушких и 11 женских).
У укупном пласману Финска је са једном освојеном (бронзана) делила 27. место.
У табели успешности (према броју и пласману такмичара који су учествовали у финалним такмичењима (првих 8 такмичара)) Финска је са 5 учесника у финалу делила 22. место са 19 бодова.
| Пл.  | Земља  | 1. место | 2. место | 3. место | 4. место | 5. место | 6. место | 7. место | 8. место | Бр. фин. | Бодови |
| ---- | ------ | -------- | -------- | -------- | -------- | -------- | -------- | -------- | -------- | -------- | ------ |
| =22. | Финска | -        | -        | 1-6      | 1-5      | 1-4      | -        | 2-4      | -        | 5        | 19     |

## Учесници
| Мушкарци: - Самули Самуелсон — 200 м, 4 х 100 м - Јарко Јервенпе — Полумаратон - Елмо Лака — 110 м препоне - Оскари Мере — 400 м препоне - Јуси Канерво — 400 м препоне - Ету Рантала — 4 х 100 м - Ото Ахлфорс — 4 х 100 м - Виле Милимаки — 4 х 100 м - Кристијан Бек — Скок удаљ - Хенри Вајринен — Скок удаљ - Арту Кангас — Бацање кугле - Давид Содерберг — Бацање кладива - Туомас Сепенен — Бацање кладива - Анти Русканен — Бацање копља - Теро Питкемеки — Бацање копља - Ари Манио — Бацање копља | Жене: - Јохана Пејпонен — 10.000 м - Ане-Мари Хирилаинен — Полумаратон - Лаура Манинен — Полумаратон - Мина Ламинен — Полумаратон - Норалота Незири — 100 м препоне - Рета Хурске — 100 м препоне - Хила Усимаки — 400 м препоне - Анина Лаитинен — 400 м препоне - Сандра Ериксон — 3.000 м препреке - Камила Ричардсон — 3.000 м препреке - Линда Сандблом — Скок увис - Мина Никанен — Скок мотком - Вилма Мурто — Скок мотком - Кристина Макела — Троскок - Сала Сипонен — Бацање диска - Мерја Корпела — Бацање кладива - Инга Лина — Бацање кладива - Џени Кангас — Бацање копља - Сани Утриаинен — Бацање копља - Хајди Нокелаинен — Бацање копља |  |

## Освајачи медаља

### Злато (1)
- Анти Русканен — Бацање копља

## Резултати

### Мушкарци
| Атлетичар                                               | Дисциплина     | Лични рекорд | Квалификације | Квалификације | Полуфинале            | Полуфинале            | Финале                | Финале       | Детаљи |
| Атлетичар                                               | Дисциплина     | Лични рекорд | Резултат      | Место         | Резултат              | Место                 | Резултат              | Место        | Детаљи |
| ------------------------------------------------------- | -------------- | ------------ | ------------- | ------------- | --------------------- | --------------------- | --------------------- | ------------ | ------ |
| Самули Самуелсон                                        | 200 м          | 20,89        | 21,36         | 8. у гр. 1    | Није се квалификовао  | Није се квалификовао  | Није се квалификовао  | 30 / 34      |        |
| Јарко Јервенпе                                          | Полумаратон    | 1:04:30      |               |               |                       |                       | 1:07:21               | 50 / 84 (92) |        |
| Бен Рејнолдс                                            | 110 м препоне  | 13,48        | 13,87 ЛРС     | 7. у гр. 1    | Нису се квалификовали | Нису се квалификовали | Нису се квалификовали | 26 / 32      |        |
| Јуси Каневро                                            | 400 м препоне  | 49,66        | 52,35         | 7. у гр. 3    | Нису се квалификовали | Нису се квалификовали | Нису се квалификовали | 34 / 38 (39) |        |
| Оскари Мере                                             | 400 м препоне  | 49,08 НР     | 50,37 КВ      | 2. у гр. 4    | 49,37 КВ, ЛРС         | 2. у гр. 3            | 49,24 ЛРС             | 5 / 38 (39)  |        |
| Џејсон Смит Eanna Madden Џонатан Браунинг Маркус Лолер² | 4 х 100 м      | 39,26 НР     | 39,52 НРС     | 7. у гр. 2    |                       |                       | Нису се квалификовали | 15 / 16      |        |
| Кристијан Бек                                           | Скок удаљ      | 7,95         | 7,96 кв       | 2. у гр. Б    | 7,91                  | 5 / 24 (25)           |                       |              |        |
| Хенри Вајринен                                          | Скок удаљ      | 8,07         | 7,78          | 9. у гр. А    | Нису се квалификовали | 14 / 24 (25)          |                       |              |        |
| Арту Кангас                                             | Бацање кугле   | 20,30        | 18,91         | 10. у гр. Б   | Нису се квалификовали | 20 / 27 (29)          |                       |              |        |
| Туомас Сепенен                                          | Бацање кладива | 76,20        | 69,76         | 12. у гр. Б   | Нису се квалификовали | 23 / 28               |                       |              |        |
| Давид Содерберг                                         | Бацање кладива | 78,83        | 72,96 кв      | 4. у гр. А    | 74,22                 | 7 / 28                |                       |              |        |
| Теро Пикемеки                                           | Бацање копља   | 91,53        | 80,52         | 6. у гр. А    | Није се квалификовао  | 14 / 30 (32)          |                       |              |        |
| Анти Русканен                                           | Бацање копља   | 88,98        | 88,23 КВ, ЛРС | 1. у гр. А    | 82,44                 |                       |                       |              |        |
| Ари Манио                                               | Бацање копља   | 86,82        | 78,55         | 9. у гр. Б    | Није се квалификовао  | 19 / 30 (32)          |                       |              |        |

- Такмичари штафете означени бројем су учествовали у још неким дисциплинама.

### Жене
| Атлетичарка         | Дисциплина       | Лични рекорд | Квалификације         | Квалификације         | Полуфинале            | Полуфинале            | Финале                | Финале       | Детаљи |
| Атлетичарка         | Дисциплина       | Лични рекорд | Резултат              | Место                 | Резултат              | Место                 | Резултат              | Место        | Детаљи |
| ------------------- | ---------------- | ------------ | --------------------- | --------------------- | --------------------- | --------------------- | --------------------- | ------------ | ------ |
| Јохана Пејпонен     | 10.000 м         | 31:42,9      |                       |                       |                       |                       | 34:39,91              | 16 / 18      |        |
| Ане-Мари Хирилаинен | Полумаратон      | 1:12:27      | 1:13:13               | 20 / 81 (90)          |                       |                       |                       |              |        |
| Лаура Манинен       | Полумаратон      | 1:14:44      | 1:14:16 ЛР            | 35 / 81 (90)          |                       |                       |                       |              |        |
| Мина Ламинен        | Полумаратон      | 1:14:15      | 1:17:48               | 67 / 81 (90)          |                       |                       |                       |              |        |
| Норалота Незири     | 100 м препоне    | 12,81 НР     | Директно у полуфинале | Директно у полуфинале | 13,05                 | 3. у гр. 3            | Нису се квалификовале | 14 / 36 (38) |        |
| Рета Хурске         | 100 м препоне    | 13,23        | 13,16 кв              | 3. у гр. 1            | 13,40                 | 7. у гр. 1            | Нису се квалификовале | 21 / 36 (38) |        |
| Хила Усимаки        | 400 м препоне    | 57,62        | 57,59 кв, ЛР          | 3. у гр. 3            | 57,76                 | 7. у гр. 1            | Нису се квалификовале | 22 / 35      |        |
| Анина Лаитинен      | 400 м препоне    | 57,80        | 1:01,56               | 6. у гр. 2            | Није се квалификовала | Није се квалификовала | Није се квалификовала | 33 / 35      |        |
| Сандра Ериксон      | 3.000 м препреке | 9:24,70 НР   | 9:41,16 КВ            | 3. у гр. 2            |                       |                       | 9:45,71               | 10 / 26 (28) |        |
| Камила Ричардсон    | 3.000 м препреке | 9:46,34      | 9:54,80               | 7. у гр. 1            | Нису се квалификовале | 20 / 26 (28)          |                       |              |        |
| Линда Сандблом      | Скок увис        | 1,93 НР      | 1,89                  | 5. у гр Б             | Нису се квалификовале | 13 / 26               |                       |              |        |
| Мина Никанем        | Скок мотком      | 4,60 НР      | 4,45 кв               | 5. у гр А             | 4,45                  | 9 / 23 (24)           |                       |              |        |
| Вилма Мурто         | Скок мотком      | 4,52         | 4,35 кв               | 6. у гр Б             | 4,45                  | 7 / 23 (24)           |                       |              |        |
| Кристина Макела     | Троскок          | 14,39        | 13,80 кв              | 6. у гр. Б            | 13,95 ЛРС             | 9 / 22                |                       |              |        |
| Сала Сипонен        | Бацање диска     | 56,85        | 54,95                 | 9. у гр. Б            | Нису се квалификовале | 19 / 26               |                       |              |        |
| Мерја Корпела       | Бацање кладива   | 69,56        | 67,78                 | 8. у гр. Б            | Нису се квалификовале | 13 / 28 (30)          |                       |              |        |
| Инга Лина           | Бацање кладива   | 68,25        | 66,53                 | 7. у гр. А            | Нису се квалификовале | 16 / 28 (30)          |                       |              |        |
| Џени Кангас         | Бацање копља     | 58,65        | 59,48 кв, ЛР          | 5. у гр. А            | 59,41                 | 9 / 31 (32)           |                       |              |        |
| Сани Утриаинен      | Бацање копља     | 63,03        | 57,19                 | 5. у гр. Б            | Нису се квалификовале | 16 / 31 (32)          |                       |              |        |
| Хајди Нокелаинен    | Бацање копља     | 60,82        | 52,40                 | 17. у гр. Б           | Нису се квалификовале | 30 / 31 (32)          |                       |              |        |